# Jamie Hayter
Paige Wooding (née le 23 avril 1995 à Southampton) est une catcheuse (lutteuse professionnelle) britannique. Elle travaille actuellement à la All Elite Wrestling, sous le nom de Jamie Hayter.

## Jeunesse
Paige Wooding grandit à Eastleigh, une ville prés de Southampton. Elle déteste les études et fait divers petits boulots après avoir terminé ses études.

## Carrière de catcheuse

### Circuit Indépendant (2015-2022)
Paige Wooding s'entraîne pour devenir catcheuse dans deux écoles de catch à Portsmouth. Le 2 mai 2015 à First Anniversary Show de la South Coast Wrestling, elle fait ses débuts, sous le nom de Jamie Hayter, en perdant face à Jinny Couture.
Le 26 novembre 2017 à BLW GrandSlam de la Big League Wrestling, elle devient la nouvelle championne de la BLW en battant Ayesha Raymond, remportant le titre pour la première fois de sa carrière et son premier titre personnel. 
Le 14 octobre 2018 à WWW Stowmarket Slam 3 de la World War Wrestling, elle devient la nouvelle championne de la WWW en rebattant sa même adversaire, remportant le titre pour la première fois. Le 17 mars 2019 à WWW Stowmarket Slam 4: Champions Of War 2 de la même fédération, elle perd face à Mercedez Blaze, ne conservant pas son titre. 
Le 30 juin à EVE Wrestle Queendom 2 de la Pro-Wrestling EVE, elle devient la nouvelle championne internationale EVE en battant Utami Hayashishita et Nina Samuels dans un 3-Way Elimination match, remportant le titre pour la première fois de sa carrière. 
Le 1er février 2020 à EVE Reign After Queendom de la même fédération, elle perd face à Sammii Jayne dans un Fatal 4-Way match, qui inclut également Nina Samuels et Skye Smitson, ne conservant pas son titre.

### Revolution Pro Wrestling (2015-2021)
Le 27 juin 2015 à RevPro Contenders 11, elle fait ses débuts à la Revolution Pro Wrestling, dispute son premier match et bat Zoe Lucas.
Le 3 juin 2018 à RevPro Live In Southampton 3, elle devient la nouvelle championne incontestée de la RevPro en battant Jinny, remporte le titre pour la première fois de sa carrière et son second titre personnel.
Le 2 décembre à RevPro Live At The Cockpit 35, elle ne conserve pas sa ceinture, battue par Zoe Lucas, ce qui met fin à un règne de 171 jours. Le 7 février 2021 à RevPro Epic Encounters 8, elle redevient championne incontestée de la RevPro, pour la seconde fois, en prenant sa revanche sur sa même adversaire.
Le 27 juin 2021, après avoir effectué une période d'essai à la World Wrestling Entertainment, elle est contrainte d'abandonner le titre.

### World Wonder Ring Stardom (2018-2020)
Le 18 août 2018 à Stardom 5STAR Grand Prix 2018 - Tag 1, elle fait ses débuts à la World Wonder Ring Stardom, dispute son premier match et bat Natsu Sumire.
Le 5 avril 2019 au PLE Stardom American Dream In The Big Apple, Oedo Tai (Andras Miyagi, Kagetsu, Martina et elle) perd face à STARS (Arisa Hoshiki, Mayu Iwatani, Saki Kashima et Tam Nakano) dans un 8-Woman Elimination Tag Team match.
Le 19 janvier 2020 à Stardom 9th Anniversary, Bea Priestley et elle deviennent les nouvelles championnes Goddesses of Stardom en battant Tokyo Cyber Squad (Jungle Kyona et Konami) et remportent les titres pour la première fois de leurs carrières. La semaine suivante à Stardom 9th Anniversary In Osaka, elle devient la nouvelle championne du monde incontestée de la SWA en battant Utami Hayashishita, remporte le titre pour la première fois de sa carrière, son cinquième titre personnel et, de ce fait, devient double championne. 
Le 20 juillet, à la suite des restrictions de voyage dues à la pandémie de Covid-19 au Japon, Bea Priestley et elle sont contraintes d'abandonner les titres Goddesses of Stardom, ce qui met fin à un règne de 183 jours. Le 17 septembre, pour les mêmes raisons précitées, elle est contrainte d'abandonner le titre féminin mondial incontesté de la SWA, ce qui met fin à un règne de 235 jours.

### All Elite Wrestling (2019-...)

#### Débuts, alliance avecDrBritt Baker D.M.D, championne du monde et blessure (2019-2023)
Le 23 octobre 2019 à Dynamite, elle fait ses débuts à la All Elite Wrestling, dispute son premier match, mais perd face à Dr Britt Baker D.M.D par soumission. Après le combat, pendant son interview dans les coulisses, Brandi Rhodes la pousse au sol. 
Le 13 août 2021 à Rampage, elle fait son retour après un an et 10 mois d'absence en tant que Heel, à la suite de la pandémie de Covid-19 aux États-Unis, aide la dentiste à attaquer Kris Statlander et Red Velvet et devient officiellement la garde du corps de sa nouvelle partenaire. Le même soir, elle signe officiellement avec la compagnie. Le 5 septembre à All Out, elle participe à la 21-Woman Casino Battle Royal, élimine Riho avant d'être elle-même éliminée par Jade Cargill.
Le 13 novembre lors du pré-show à Full Gear, Nyla Rose et elle perdent face à Thunder Rosa et Hikaru Shida.
Le 4 septembre 2022 à All Out, elle ne devient pas la première championne du monde de la AEW par intérim, battue par Toni Storm dans un Fatal 4-Way match qui inclut également sa protégée et Hikaru Shida. 
Le 19 novembre à Full Gear, elle devient la nouvelle championne du monde de la AEW par intérim en prenant sa revanche sur la Néo-Zélandaise et remporte le titre pour la première fois de sa carrière. Quatre soirs plus tard à Dynamite, la compagnie et Thunder Rosa se mettent d'accord sur la vacation du titre, ce qui fait qu'elle devient officiellement la septième et nouvelle championne du monde de la AEW.
Le 8 février 2023 à Dynamite, elle effectue un Face Turn et bat The Bunny. Le 5 mars à Revolution, elle conserve son titre en battant Ruby Soho et Saraya dans un 3-Way match. Après le combat, elle se fait attaquer par ses adversaires.
Le 28 mai à Double or Nothing, elle ne conserve pas sa ceinture, battue par Toni Storm, ce qui met fin à un règne de 190 jours. Le lendemain, il est annoncé qu'elle souffre d'une blessure au bras droit et va devoir s'absenter pendant une durée indéterminée.

#### Retour (2024-...)
Le 25 août 2024 lors du pré-show à All In, elle fait son retour de blessure après un an et 3 mois d'absence, attaque toute la famille de Saraya, Harley Cameron et fait fuir sa compatriote.

## Palmarès
- All Elite Wrestling
  - 1 fois championne du monde de la AEW

- World Wonder Ring Stardom
  - 1 fois championne Goddesses of Stardom - avec Bea Priestley
  - 1 fois championne du monde incontestée de la SWA

## Récompenses des magazines
- Pro Wrestling Illustrated

| Année | 2020 | 2021 | 2022 | 2023 |
| ----- | ---- | ---- | ---- | ---- |
| Rang  | 47   | 99   | 64   | 4    |

## Liens et références
1. ↑  (en-US) « Jamie Hayter », sur Internet Wrestling Database (consulté le 23 novembre 2022)
2. 1 2 3 4 5  (en-US) « Profil de Jamie Hayer », sur Cagematch (consulté le 23 novembre 2022)
3. 1 2 3  (en-GB) Kayla Russell, « All Elite Wrestling: Britain's Jamie Hayter on her way to becoming Women's Champion - South Hampshire News » [archive du 22 décembre 2022], sur UK Daily News, 13 décembre 2022 (consulté le 22 décembre 2022)
4. ↑  (en-US) « Jinny Couture defeats Jamie Hayter », sur Cagematch (consulté le 3 mai 2015)
5. ↑  (en-US) « Jamie Hayter defeats Ayesha Raymond - TITLE CHANGE !!! », sur Cagematch (consulté le 27 novembre 2017)
6. ↑  (en-US) « Jamie Hayter defeats Ayesha Raymond (c) - TITLE CHANGE !!! », sur Cagematch (consulté le 15 octobre 2018)
7. ↑  (en-US) « Mercedez Blaze defeats Jamie Hayter (c) (10:55) - TITLE CHANGE !!! », sur Cagematch (consulté le 18 mars 2019)
8. ↑  (en-US) « Jamie Hayter (w/Kagetsu) defeats Utami Hayashishita (c) and Nina Samuels (14:23) - TITLE CHANGE », sur Cagematch (consulté le 1er juillet 2019)
9. ↑  (en-US) « Sammii Jayne defeats Jamie Hayter (c) and Nina Samuels and Skye Smitson (w/Livvii Grace & Nightshade) - TITLE CHANGE !!! », sur Cagematch (consulté le 2 février 2020)
10. ↑  (en-US) « Jamie Hayter defeats Zoe Lucas », sur Cagematch (consulté le 28 juin 2015)
11. ↑  (en-US) « Jamie Hayter defeats Jinny (c) - TITLE CHANGE !!! », sur Cagematch (consulté le 4 juin 2018)
12. ↑  (en-US) « Zoe Lucas defeats Jamie Hayter (c) - TITLE CHANGE !!! », sur Cagematch (consulté le 3 décembre 2018)
13. ↑  (en-US) « Jamie Hayter defeats Gisele Shaw (c) (12:18) - TITLE CHANGE !!! », sur Cagematch (consulté le 8 février 2021)
14. ↑  (en-US) « Jamie Hayter Vacates REV Pro Title After WWE Tryout », sur Ringside News (consulté le 28 juin 2021)
15. ↑  (en-US) « Jamie Hayter [2] defeats Natsu Sumire [0] (7:38) », sur Cagematch (consulté le 19 août 2018)
16. ↑  (en-US) « STARS (Arisa Hoshiki, Mayu Iwatani, Saki Kashima & Tam Nakano) defeat Oedo Tai (Andras Miyagi, Jamie Hayter, Kagetsu & Martina) (17:06) », sur Cagematch (consulté le 6 avril 2019)
17. ↑  (en-US) « Bea Priestley & Jamie Hayter defeat Tokyo Cyber Squad (Jungle Kyona & Konami) (c) (12:55) - TITLE CHANGE !!! », sur Cagematch (consulté le 20 janvier 2020)
18. ↑  (en-US) « Jamie Hayter defeats Utami Hayashishita (c) (15:31) - TITLE CHANGE !!! », sur Cagematch (consulté le 27 janvier 2020)
19. ↑  (en-US) « Bea Priestley and Jamie Hayter vacate the Goddesses of STARDOM Championships », sur Diva Dirt (consulté le 21 juillet 2020)
20. ↑  (ja) « SWA世界選手権 », sur WWR Stardom (consulté le 18 septembre 2020)
21. ↑  (en-US) « AEW Dynamite results for October 23 2019 », sur AEW (consulté le 24 octobre 2019)
22. ↑  (en-US) « AEW Rampage results for August 13 2021 », sur AEW (consulté le 14 août 2021)
23. ↑  (en-US) « Jamie Hayter signs with AEW, appears on Rampage », sur F4W Online (consulté le 14 août 2021)
24. ↑  (en-US) « Ruby Soho Makes AEW Debut At All Out 2021, Wins Women's Casino Battle Royale », sur Fightful (consulté le 6 septembre 2021)
25. ↑  (en) « Thunder Rosa & Hikaru Shida Defeat Nyla Rose & Jamie Hayter During AEW Full Gear Buy In », sur E-Wrestling News (consulté le 14 novembre 2021)
26. ↑  (en-US) « Toni Storm Becomes AEW Interim Women’s World Champion During All Out », sur Ringside News (consulté le 5 septembre 2022)
27. ↑  (en-US) « Jamie Hayter Defeats Toni Storm to Win Interim AEW Women's Title at Full Gear 2022 », sur Bleacher Report (consulté le 20 novembre 2022)
28. ↑  (en-US) « AEW Dynamite Results for November 23, 2022 », sur AEW (consulté le 24 novembre 2022)
29. ↑  (en-US) « AEW DYNAMITE Results for February 8, 2023 », sur AEW (consulté le 9 février 2023)
30. ↑  (en-US) « Jamie Hayter Retains AEW Women's Title vs. Saraya, Ruby Soho at Revolution 2023 », sur Bleacher Report (consulté le 6 mars 2023)
31. ↑  (en-US) « Toni Storm Defeats Jamie Hayter to Win AEW Women's Title at Double or Nothing 2023 », sur Bleacher Report (consulté le 29 mai 2023)
32. ↑  (en-US) « What injury does Jamie Hayter have? Reason why she lost her title at AEW Double or Nothing 2023 », sur Sports Keeda (consulté le 30 mai 2023)
33. ↑  (en-US) « AEW All In 2024 Results », sur AEW (consulté le 26 octobre 2024)
34. ↑  (en-US) « PWI Ratings for Jamie Hayter », sur Internet Wrestling Database (consulté le 25 novembre 2023)